# Алекс Сандро Мендонса
Алекс Сандро Мендонса дос Сантос (порт.-браз. Alex Sandro Mendonça dos Santos; нар. 4 серпня 1986, Жундіаї), відоміший як Сісіньйо (порт.-браз. Cicinho) — бразильський футболіст, правий захисник. Брат гравця збірної Бразилії з міні-футболу Кабреуви.

## Кар'єра

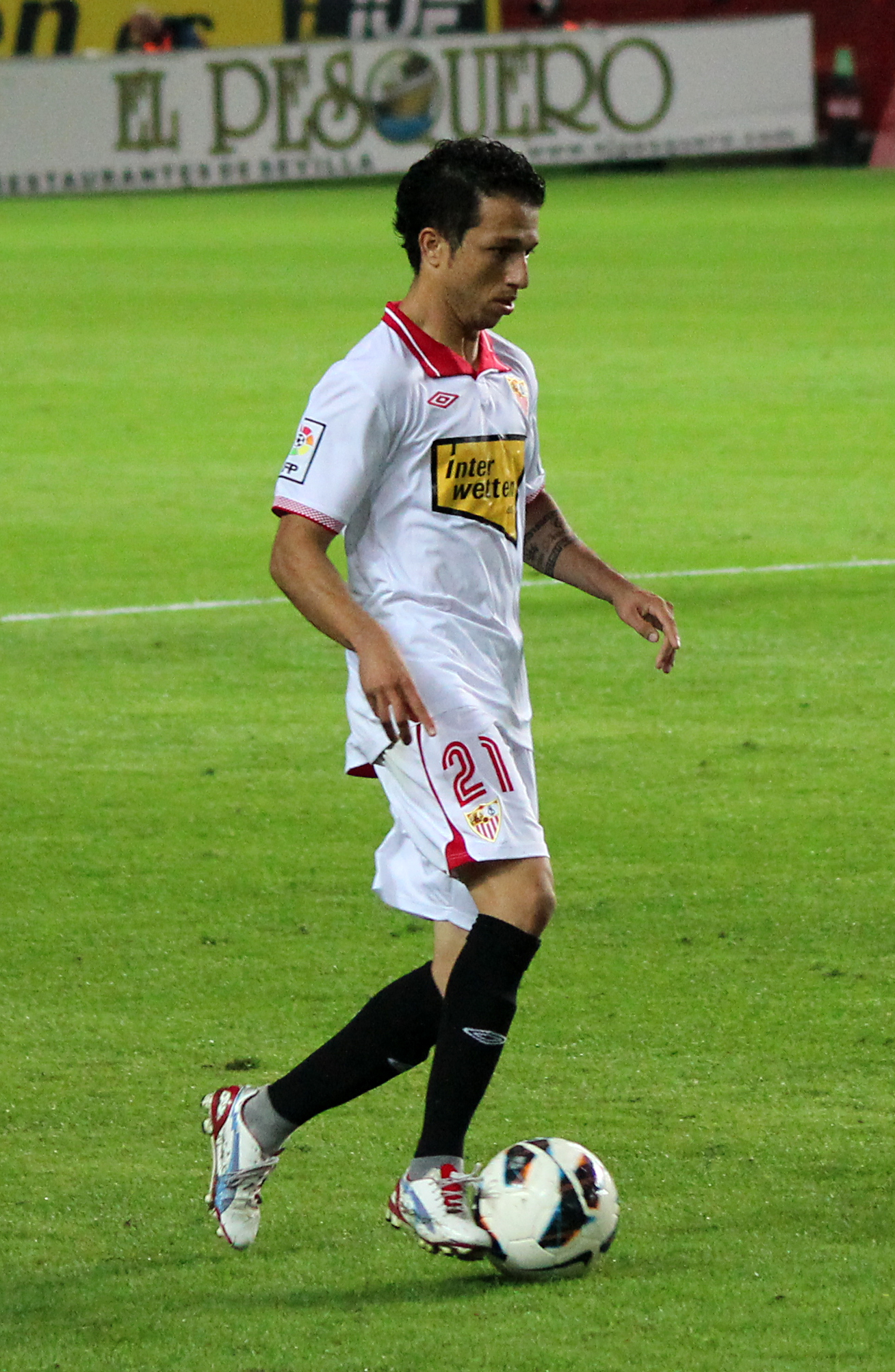
Сісіньо у складі «Севільї»

Сісіньйо починав кар'єру в клубі «Капіваріано». Звідти 2004 року він перейшов до щойно створеного клубу «Озвалду-Крус», що почав свої виступи в серії В1-В чемпіонату штату Сан-Паулу. Рік по тому захисник перейшов до «Ферровіарії» з Араракуари, де також провів лише один сезон. 2007 року Сісіньйо став гравцем «Ітуано». Провівши там лише півроку він перейшов до «Оесте». З цим клубом футболіст посів друге місце в серії А2 чемпіонату Сан-Паулу. По закінченні сезону захисника орендував клуб «Санту-Андре» і в першому ж сезоні він допоміг своїй команді вийти до першого дивізіону чемпіонату Бразилії.
13 січня 2011 року Сісіньо пішов в оренду до «Палмейраса». 20 січня він дебютував у складі команди в зустрічі проти свого колишнього клубу, «Ітуано». У ході матчу футболіста замінено і вболівальники клубу тепло привітали захисника, скандуючи його ім'я. Вже через 10 днів, 30 січня, Сісіньйо забив свій перший гол за клуб, вразивши ворота «Португези». У липні 2011 року «Палмейрас» викупив 50 % прав на футболіста і підписав з ним контракт до 31 липня 2015 року. Наступного року захисник, хоч і втратив місце в стартовому складі, допоміг своїй команді виграти Кубок Бразилії. Цей титул став першим для «Палмейраса» за 12 років.
30 червня 2012 року Сісіньйо перейшов до іспанської «Севільї», підписавши контракт до 2016 року. Сума трансферу становила 2 млн євро. 23 жовтня він забив свій перший гол в Іспанії, вразивши ворота «Мальорки», чим приніс перемогу своїй команді з рахунком 3:2.
28 січня 2015 року Сісіньйо вирушив в оренду на півроку до «Нумансії». У червні 2015 року «Севілья» розірвала контракт з Сісіньйо.
27 липня 2015 року Сісіньйо повернувся на батьківщину, уклавши договір до наступного травня з командою Баїя, що виступала в бразильській Серії Б.

## Досягнення
- Володар Кубка Бразилії: 2012